# Ерёмин, Юрий Петрович
Ю́рий Петро́вич Ерёмин (1881[…], Казанская, область Войска Донского — 1948[…], Москва) — российский и советский фотохудожник, представитель пикториализма.
Юрий Ерёмин получил образование как художник. Он учился в Московском училище живописи, ваяния и зодчества в классе Аполлинария Васнецова, посещал классы рисунка частной Академии Жюлиана в Париже, а после Октябрьской революции — Первые Государственные свободные художественные мастерские в Москве. В фотографии Ерёмин сформировался как творческая личность ещё до революции, но получил широкую известность в 1920—1930-е годы в качестве мастера архитектурного и ландшафтного пейзажа, а также своими фотографиями обнажённой натуры. Он был в это время активным участником национальных и международных выставок и профессиональных дискуссий. С конца 1920-х годов его творчество неоднократно подвергалось критике, однако он сохранял возможность вести преподавательскую деятельность в вузах и московских фотокружках, занимал достаточно значимые должности на государственной службе и публиковал фотографии в крупных советских изданиях.
Интерес к творчеству Юрия Ерёмина сохранялся в советском искусствознании и после его смерти в 1948 году. В 1966 году была издана монография о жизни и деятельности фотографа, а в 1970-е — 1980-е годы появилась серия статей в солидных профессиональных и общественно-политических изданиях. Интерес к его работам усилился в самом конце XX — начале XXI века, когда прошли персональные выставки фотографий Ерёмина в Париже и Москве.

## Биография

### Детство и юность
Юрий Ерёмин родился в станице Казанская в Области Войска Донского в 1881 году, в бедной семье казака-хлебороба. В детском возрасте мальчик потерял родителей, и с двух лет его воспитанием занимался дед Павел Петрович Бессчётнов. По одной из версий, Ерёмин — внебрачный сын донской казачки и художника-итальянца, который приехал в составе артели расписывать станичный храм. После рождения мальчика отец и его товарищи бежали, опасаясь расправы земляков матери. Фамилию ребёнку придумали, а отчество он получил от прадеда.
Ерёмин посещал местное двухклассное училище и успешно учился по всем предметам. В это время он тайком от окружающих, опасаясь насмешек, стал заниматься рисованием. Юношей Ерёмин поступил на краткосрочные курсы учителей рисования при Новочеркасской учительской семинарии. Некоторое время после этого он работал в маленькой школе на хуторе Верхне-Чирском станицы Мигулинской. Жалование было небольшим, и он брал бумаги для переписывания, подрабатывал в качестве чтеца у местного помещика, а летом работал на угольных шахтах в Донбассе. По версии Валерия Стигнеева, эти деньги Ерёмин предназначал для поездки в Москву на обучение. В 1900 году (со второй попытки, по утверждению Стигнева) юноша поступил в Московское училище живописи, ваяния и зодчества в класс Аполлинария Васнецова. Одновременно с обучением Ерёмин собирал и обрабатывал произведения устного народного творчества, сочинял стихи и рассказы.
По одним данным, в 1905 году Юрий Ерёмин окончил училище, получив звание свободного художника и после этого работал по профессии в Крыму: писал заказные портреты, расписывал богатые особняки, создавал декорации для любительского театра, по другим — был вынужден из него уйти из-за отсутствия средств на обучение (историк и теоретик фотоискусства, заслуженный работник культуры РСФСР Сергей Морозов в книге «Творческая фотография» называет другую причину — болезнь, хотя в более ранней книге, изданной в 1955 году, он же писал, что Ерёмин окончил училище) и стал работать конторщиком на Московско-Курской железной дороге.

### Начало занятий фотоискусством
В 1909 году Юрий Ерёмин удачно женился, получив благодаря приданому средства на путешествия по Европе. В 1910—1914 годах (есть мнение, что первую поездку он совершил ещё в 1907 году) он путешествовал по Германии, Австрии, Бельгии, Швейцарии, Франции, Италии, Греции. В поездках он занимался самообразованием. Во время пребывания в Париже Ерёмин посещал классы рисунка частной Академии Жюлиана и курсы философии в Сорбонне. Он побывал на местах археологических раскопок, в музеях и выставочных залах. Серьёзное впечатление на него произвели полотна Никола Пуссена, Жака-Луи Давида, Тициана, Паоло Веронезе, но самое большое восхищение у него вызвали полотна французских импрессионистов.
Во время поездок Ерёмин много фотографировал (Валерий Стигнеев начало увлечения фотографией относил к 1905 году). Среди снимков была сложная в техническом отношении фотография «Мост в Вероне», снятая во время сильного тумана. Эту фотографию молодой человек показал Аполлинарию Васнецову. По его рекомендации снимок был направлен в 1907 году на Международную выставку художественной фотографии в Ницце, где получил высшую награду — Почётный диплом. Позже фотография была представлена на выставках в Антверпене, Риме, Берлине и Москве. Сергей Морозов писал об этом снимке: «Почти лишённый предметного изображения, он создавал настроение. Полный недосказанного, пейзаж Юрия Ерёмина воспринимался сердцем куда теплее, чем прилежно выполненные архитектурные снимки с обилием подробностей».
В 1908 году уже по собственной инициативе Ерёмин представил свой снимок «Штиль», стилизованный под графику, на Международной фотовыставке в Неаполе. В 1910 году он стал членом Русского фотографического общества, где первоначально примкнул к группе формалистов.
Учителями Юрия Ерёмина в Русском фотографическом обществе стали фотохудожники Анатолий Трапани и Сергей Саврасов (племянник художника Алексея Саврасова). Они придерживались пикториалистического направления в художественной фотографии и были активными участниками небольшой творческой группы «Молодое искусство». Её участники видели качество снимков в их близости к живописи. Ерёмин регулярно посещал собрания этой группы. У Трапани он научился стилизовать снимок под мазки кисти художника, рисунок углём, гуашь, офорт. У Саврасова Ерёмин почерпнул простоту и цельность композиции фотографии. Фотографию в то время он оценивал как «искусство малых форм», поэтому большое внимание уделял тщательной отделке отпечатка и внешнему его оформлению. В 1913 году Ерёмин прошёл курс гравюры на меди и цинке, часть своих фотопейзажей он превратил в офорты. В 1914 году Ерёмин открыл в Москве фотостудию «Secession», занимавшуюся созданием художественных павильонных портретов.
Анатолий Фомин утверждал, что в 1915 году Юрий Ерёмин был призван в действующую армию в качестве фотокорреспондента Третьей армии. В этот период он вынужден был отказаться от поэтического взгляда на окружающий мир и сделать акцент на документальность фотографии. После Октябрьской революции Ерёмин демобилизовался и возвратился в Москву. Он вернулся к профессии фотографа и к привычному стилю в фотографии. По-другому излагал биографию фотографа Валерий Стигнеев. По его версии, Ерёмин во время Первой мировой войны трудился рентгенологом в московской больнице, с 1915 года состоял в одной из организаций Всероссийского земского союза. Искусствовед, кандидат философских наук Валерий Стигнеев был удивлён тем, что единственным упоминанием Ерёмина в связи с фотоискусством в прессе в это время было его избрание в члены Правления РФО на срок 1915 (или 1916) — 1918 годы. Фамилия Ерёмина, по его словам, не появлялась на страницах журнала «Вестника фотографии» до этого, а его снимки не публиковались в последующее время. Он не участвовал в ежемесячных конкурсах РФО и не был в списках призёров фотоконкурсов.

### После Октябрьской революции
В 1918 году Ерёмин работал фотографом в Московской губернской комиссии по охране памятников старины. С 1919 по 1928 год заведовал фотографией Московского уголовного розыска. Он организовал фотографический музей МУРа. Также некоторое время он учился во ВХУТЕМАСе (тогда он назывался Первые Государственные свободные художественные мастерские в Москве; по утверждению Вальрана, Ерёмин не сумел их закончить), работал в Агентстве Пресс-Клише (предшественнике Фотохроники ТАСС), в Экспортиздате, состоял в редколлегии журнала «Фотограф» (1926—1929). После этого Ерёмин стал преподавателем фотографии в вузах. Среди них: Ленинградский высший художественно-технический институт, Московский полиграфический институт, Московский архитектурный институт.
В 1924 году Ерёмин съездил в Крым, с того времени полуостров стал любимой темой в его творчестве. Будучи членом фотосекции Всесоюзного общества культурной связи с заграницей, Ерёмин регулярно отправлял свои работы на зарубежные фотосалоны и выставки. Только в одном 1928 году Ерёмин принял участие в семи международных выставках в странах Европы и Америки. В 1926 году он стал председателем секции художественной фотографии Российского фотографического общества. В 1925—1928 годах участвовал в четырёх выставках «Искусство движения». В 1920-е годы Ерёмин создаёт циклы фотографий: «Русские усадьбы», «Старая Москва», «Крым», «Кавказ», «Волга». Они демонстрировались на выставке «Советская фотография за десять лет» в 1928 году, где было представлено 135 фотографий Ерёмина. Он был награждён Дипломом 1 степени. Пресса подвергла выставку резкой критике, в публикациях шла речь об «эстетической контрреволюции» и «художниках, стоящих на точке зрения буржуазии». Резкой критике подверглись как пейзажи, так и «ню» Юрия Ерёмина. В статье «О „правых“ влияниях в фотографии» («Советский фотографический альманах», 1929) художественный критик Л. Межеричер писал: «Снимки nu я бы решительно причислил к наследиям буржуазного живописного искусства. Этот мотив оказывается весьма излюбленным как раз у тех фотографов, которые дальше всего отодвигаются от изображения современной действительности». В этой статье в списке «правых» фотографов имя Юрия Ерёмина стояло на четвёртом месте.
Несмотря на критику, крупные советские журналы «СССР на стройке», «Огонёк», «Наши достижения», «Тридцать дней», «Советское фото» продолжали публиковать фотографии Ерёмина в конце 1920-х годов и первой половине 30-х годов. В конце 1920-х годов Ерёмин побывал на Волге, Урале, Алтае, в Средней Азии. В 1932 году вместе с Александром Гринбергом он руководил работами по увеличению размеров портретов Ленина и Сталина и изображений крупнейших строек того времени для украшения 25-метровых фасадов зданий в центре Москвы к празднику 1 Мая, за что был удостоен благодарности «СОЮЗФОТО».
В 1935 году на Выставке мастеров фотоискусства каждый мастер имел право выставить не более 20 снимков. Работы Ерёмина критиковали по идеологическим причинам (нейтральность, формализм, пристрастие к национальному быту). Вместе с тем, в связи с поворотом к классике, в его адрес были высказаны и похвалы. После окончания выставки трое из её участников — Александр Родченко, Анатолий Скурихин и Юрий Ерёмин — были приглашены в редакцию газеты «Известия» для беседы с её ответственным редактором Николаем Бухариным. Родченко на встречу не пришёл, он побеседовал с партийным деятелем на следующий день. После двухчасовой беседы Бухарин предложил Ерёмину месячную поездку от газеты в Дагестан, а затем на три месяца в Сванетию и Армению. Историк фотоискусства Владимир Левашов обращал внимание на то, что три фотографа, приглашённые Бухариным, являются представителями различных и конфликтовавших в то время направлений: Родченко — «левый» радикал, Скурихин — представитель документального фоторепортажа, а Ерёмин — «правый» консерватор.
В 1936 году на дискуссии о формализме и натурализме в фотоискусстве фотограф снова был подвергнут критике. Главная претензия к Ерёмину заключалась в том, что «он так снимал старый быт, что зрителю становилось жалко этот быт, уходящий в прошлое», другими обвинениями были увлечение пейзажем, который якобы «отвлекает от советской действительности», увлечение азиатской экзотикой и пристрастие к изображению помещичьих усадеб. Фотограф вынужден был признать свои ошибки и обещал исправиться.
В 1937 году вместе с другими 29 фотокорреспондентами Ерёмин совершил путешествие по Каналу имени Москвы. Снимки были представлены на выставке в Центральном доме журналиста. После неё Ерёмин отошёл от практической работы и посвятил свою деятельность другим сферам: фотокружку при Московском Доме учёных при Академии наук СССР (его руководителем он был с 1928 года и до самой смерти, в разное время Ерёмин руководил подобными кружками в Доме печати, на Трёхгорной мануфактуре, в Доме пионеров, при Российском обществе добровольного воздушного флота), отбору негативов для оформления Всесоюзной сельскохозяйственной выставки, просматривал текст и подбирал иллюстрации к книге о ней. О работе Ерёмина над фотографиями в это время доктор искусствоведения Ольга Свиблова, директор музея «Московский Дом фотографии», писала: «Несмотря на… гонения, мастера русской пикториальной фотографии продолжали свою творческую деятельность. Так, Юрий Ерёмин, запершись в ванной комнате огромной коммуналки, тайком печатал тиражи своих любимых снимков в микроформате. Каждый из них мог стать уликой, достаточной для репрессий». Валерий Стигнеев утверждал, что в конце 1930-х годов фотографии Ерёмина не брали в печатные издания и не направляли на выставки.
В декабре 1944 года фотограф продал Главному управлению охраны памятников города Москвы более 2500 негативов своих снимков. Коллекция была оценена в 10 000 рублей. В настоящее время она хранится в Государственном научно-исследовательском музее архитектуры имени А. В. Щусева. В 1947 году Ерёмин стал фотокорреспондентом ТАСС, по версии Валерия Стигнеева, после войны он служил инспектором Главного управления по охране памятников культуры.
Скончался в 1948 году в Москве от сердечного приступа. Хоронили его сотрудники Дома учёных АН СССР.

## Особенности творчества
В отличие от многих других фотографов-современников, Юрий Ерёмин не писал теоретических статей и не составлял программных манифестов (среди его немногочисленных опубликованных при жизни статей — «О суррогатах в фотографии» 1935 года). Доцент факультета истории искусств Европейского университета в Санкт-Петербурге Кира Долинина, отталкиваясь от близкого знакомства и участия обоих в издании альбома «Москва» в 1926 году в Берлине, сравнивала творчество двух российских пикториалистов — Александра Гринберга и Юрия Ерёмина. В творчестве последнего она находила сходство с картинами Арнольда Бёклина и Василия Верещагина в противовес неореализму Гринберга, статику вместо динамики, «печаль и томление», а не «железную руку», тургеневщину вместо «чеканной поступи».
В 1910-е годы Ерёмин исповедовал «художественное обобщение»: избавлялся от мелких деталей на снимке, которые точно указывали на время и место съёмки, на окружающую обстановку, и пытался сконцентрировать внимание зрителя на субъективных переживаниях и впечатлениях автора. Тем самым он, по словам Фомина, боролся с документальностью фотографии. Для его творчества этого периода характерны настроения грусти и тревоги, его привлекали замысловатые сплетения ветвей, необычная форма облаков, отражения в зеркальных и водных поверхностях. В его фотографиях преобладала тёмная тональность, контуры предметов были размыты. Световые блики или пятна позволяли фотографу выделить главный элемент изображения. В снимках Ерёмина преобладали романтические настроения, пейзажи носили порой декоративный характер, фотограф увлекался приёмами, создающими отвлечённую, идеальную красоту. Фомин характеризовал эти черты его творчества как декадентские. В это время фотограф увлекался технической стороной проявления негатива. Он использовал бромойль, бромойль с переносом, гуммиарабик, «лучистый гумми», изобретённый Анатолием Трапани, напыление…
В середине 1920-х годов в творчестве Ерёмина произошёл перелом. Он стал больше склоняться к естественным для фотографии средствам выразительности. Об этом говорят его реалистические снимки архитектурных памятников Москвы и Подмосковья, которые он начал делать. Наряду с уточнением кадра при печатании, он стал работать над построением снимка во время самой съёмки. Особое внимание с этого времени он обращает на натурное освещение, на линейную и тональную перспективу. В снимках архитектурных памятников он пытался проследить замысел архитектора, их связь с окружающей природой, погоду в день съёмок. Работы сохранили эмоциональность, но приобрели документальный характер. При этом они продолжали носить камерный и эстетский характер.
Некоторые историки фотоискусства призывали не преувеличивать тех изменений, которые произошли в творчестве фотографа. Так, например, Сергей Морозов писал: «Лишь иногда сближаясь с новым, документально-репортажным подходом к съёмке, они [Юрий Ерёмин и Сергей Иванов-Аллилуев] в целом оставались верны себе: не расставались с привязанностью к живописной, пикториальной фотографии начала века». Правда, вопреки собственному заявлению, он в той же книге позже пишет о резкой смене Ерёминым своего стиля: «[Ерёмин] заимствует у бунтарей приём смелого сочетания первого и дальнего плана. Он берёт в руки лейку со сменными объективами. Его снимки приобретают свежесть нового видения». При этом в более ранней книге, вышедшей в 1955 году, тот же Морозов высказывал совершенно иную точку зрения. Он хотя и признавал, что фотограф испытал на себе влияние импрессионизма, но утверждал, что ещё до революции «…Ерёмин и Андреев в лучших своих работах оставались реалистами. Ерёмин, хотя и допускал в пейзажах отвлечённость или стилизацию под некую „выдуманную“, „идеальную“ природу, а недосказанность переходила подчас в его пейзажах в загадку, — это было недолгим увлечением. Страстный турист, исходивший и изъездивший с фотоаппаратом тысячи километров, Ерёмин не мог долго оставаться в узких рамках „условной фотографии“». Дальше он утверждал, что в советское время фотограф сумел «решительно преодолеть декадентские влияния» и был последовательным реалистом.
Современный социолог Галина Орлова писала, что советская власть долгое время воспринимала Ерёмина как человека, неспособного «воспринимать реальность сквозь призму идеологически аранжированного знания о ней». Поэтому он был объявлен слепым, так как долгое время не мог увидеть «нашей замечательной жизни, нашей радостной страны». После того, как Ерёмин поехал вместе с другими мастерами фотоискусства на канал Москва-Волга и снял «прекрасные, эпические кадры», «политико-офтальмологический диагноз с него был снят». По словам Орловой, Юрий Ерёмин «не только сам увидел известное (красоту и величие советской страны), но сделал его видимым для других». По её мнению, своими фотографиями он дал возможность «воочию увидеть важнейшие цели советского утопического проекта — нового человека и преображённую действительность — осуществлёнными».
Анатолий Фомин в книге о творчестве Юрия Ерёмина выделял следующие две основные темы его творчества:
- Архитектурные памятники — в период с 1919 по 1947 год фотограф сделал около 200 снимков Москвы, многие памятники, которые он запечатлел, до нашего времени не сохранились. Ему удалось сфотографировать и некоторые уникальные события, например, наводнение Москвы-реки, вышедшей из берегов до самых Кремлёвских стен. Также он сделал фотографии около 130 подмосковных усадеб (около 2000 негативов). Каждый раз Ерёмин собирал максимальную информацию о постройке и зодчем, который её возвёл, особенностях её архитектурного стиля, что позволяло создать правильное представление о памятнике у зрителей[59]. Он знакомился с фотографиями своих предшественников и картинами русских художников, которые её запечатлели. Он осматривал постройку в разное время дня, тщательно составлял план съёмок и детально продумывал каждый кадр[60].
- Снимки, сделанные по заданию редакции «Известий» в качестве фотокорреспондента газеты на национальных окраинах СССР, — как виды ландшафтов, так и зарисовки народного быта[61]. Часто объектом фотографа становились национальные промыслы. Эти снимки обычно сопровождались небольшим текстовым комментарием[62]. Валерий Стигнеев и Валерий Вальран писали в своих книгах, что это вызвано было началом гонений на пикториальную фотографию — «Ерёмин попытался вписаться в репортажный стиль эпохи». Однако эта попытка не удалась, его работы остались лирическими и поэтичными, а партии нужны были «бодрый коллективный оптимизм и агитационный плакат»[63][64].

Вместе с тем Валерий Вальран и Валерий Стигнеев отмечали, что Ерёмин проявил себя во всех жанрах фотографии: бытовой жанр, ню, портрет (натюрморт, маринизм)… Особенно его интересовал жанр ню, к которому он периодически возвращался: «Обнажённые на его фото — целомудренные и романтичные — виртуозно вписаны в пейзаж и становятся как будто его частью». Так же, по мнению Вальрана, многообразна была и стилистика работ Ерёмина — импрессионизм, символизм, экспрессионизм и конструктивизм. Он пользовался различными камерами, в том числе «Лейкой». Ерёмин снимал с помощью объектива «монокль», а также конструировал собственные объективы. Он изобрёл особый фотоувеличитель и использовал различные техники печати позитивов.

## Известные фотографии

### «Гурзуф»
Считается, что фотография «Гурзуф», выполненная, по данным Анатолия Фомина, в 1927 году, была первой, в которой Ерёмин отошёл от прежде привычного для него пикториалистического стиля. Это одна из наиболее известных фотографий Ерёмина, которая неоднократно воспроизводилась в виде репродукции в книгах по фотоискусству. Она также была издана в виде открытки. На фотовыставках в различных странах в разное время она, по данным Фомина, в обшей сложности получила около пятидесяти наград. Он писал, что это фото стало эталоном ерёминского художественного почерка и классическим в истории советского фотопейзажа. Снимок выполнен без стилизации под полотна импрессионистов. Фомин писал, что фотограф сумел передать «туманный воздух» и «освещённую солнцем даль». Ерёмин разместил на переднем плане ветку, которая словно нависает над головой зрителя, постепенно уводя взгляд вдаль, «где небо и море сливаются в прозрачной дымке».
Искусствовед, художник, кандидат психологических наук Валерий Вальран по-другому писал о создании фотографии. В 1924 году Российское фотографическое общество отправило Юрия Ерёмина в фотоэкспедицию в Крым. Именно тогда, по его мнению, Ерёмин и сделал этот снимок. Через год состоялись выставка работ, созданных советскими фотографами в Крыму, и их обсуждение. На нём Ерёмин прочитал свой доклад «Крым в художественной фотографии». По утверждению Вальрана и Стигнеева, снимок «Гурзуф» был на выставках в 27 странах и получил там 14 наград. Они писали, что ветка на переднем плане в советской фотографии «стала своего рода штампом», а сам приём, введённый фотографом, получил название «ерёминская ветка». Он выносил на передний план некую деталь — колонну, ветку или часть здания, архитектурный же сюжет он снимал из окна или через арку, которые становились своеобразным обрамлением сцены.
Фотограф вспоминал, что туманы в Крыму случались не часто и ему пришлось долго ждать именно такой погоды, чтобы сделать снимок. Когда туман, наконец, наступил, то он рассеялся так быстро, что фотограф успел сделать единственный снимок, который, к счастью, оказался удачным. Друг Ерёмина Г. Я. Артюхов подтверждал, что фотограф увидел однажды Гурзуф в тумане случайно, когда при нём не было фотокамеры. Ерёмин после этого десять дней каждое утро поднимался на скалу, чтобы не пропустить нужное ему мгновенье.
Размер позитива фотографии «Гурзуф» — 10 × 14 см (паспарту — 16 × 22 см). На аукционе в Москве фотография предлагалась для торга в апреле 2018 года за 5000—7000 рублей.

### «Водопад Су-Азу»
В 1935 году Ерёмин направился по заданию редакции «Известий» на Северный Кавказ. Он детально продумал одежду и снаряжение, сам изготовил палатку и спальный мешок, приобрёл горные ботинки. В поездку он взял немецкий фотоаппарат «Лейка», малоизвестный в то время в СССР. В Дагестане его внимание привлекли сценки из национального быта и аулы-муравейники. После этого он посетил Кабардино-Балкарскую автономную область. Там он сосредоточился на снимках горных пастбищ и водопадов. Большое впечатление на него произвели ущелье Чегем и водопады, низвергающиеся с его скал. Он писал: «Я сфотографировал один из водяных каскадов Су-Азу, падающий с головокружительной высоты, и клубящееся, покрытое водяной пеной озеро, открывающее дорогу новым водопадам. Сколько энергии в этом гиганте! Место так и просится для электростанции».
Юрий Ерёмин неоднократно признавался, что любит фотографировать воду. Он писал:

Это чрезвычайно благодатный материал для творчества. В зависимости от условий вода принимает самые разнообразные формы: то она гладка, как зеркало, а то подёрнута морщинками, от морского прибоя она брызгами взлетает вверх и искрится на солнце, а в горном потоке причудливо закручивается в бурый жгут, она может отражать небо, лес и горы, рисовать ослепительные лунные и солнечные дорожки. Изображая её, можно создавать удивительно поэтические картины.— Анатолий Фомин. Фотохудожник Ю. П. Ерёмин. 1881—1948
.
На снимке «Водопад Су-Азу» во весь кадр изображена изборождённая потоками скала. По ней падают вниз тысячи тонн воды. Ударяясь об острые выступы, они превращаются в мельчайшие капли. По словам Анатолия Фомина, «водяная пыль мечется над скалой, создавая белую дымку». В самом низу снимка бушуют потоки взбитой пены. Фомин писал, что «зритель почти физически ощущает напоённый влагой воздух и слышит оглушительный рёв воды», настолько достоверно передана на снимке динамика стихии.
Анатолий Фомин отмечал, что убедительность образа водопада создаёт в первую очередь удачно найденная деталь пейзажа. Ерёмин тонко подметил и сумел запечатлеть на своём снимке процесс «самого распыления водяного каскада, напоминающего чем-то зимнюю позёмку». Это стало результатом правильно выбранного фотографом освещения и точного выбора скорости затвора аппарата при съёмке.

## Память и изучение творчества
Интерес к творчеству Юрия Ерёмина сохранялся после его смерти. В 1957 году в журнале «Советское фото» была опубликована статья «Как готовиться к выставкам»: это была дословная запись беседы, которую Ерёмин провёл 27 марта 1946 года с фотографами накануне Всесоюзной фотографической выставки, её записал присутствовавший на ней Г. Я. Артюхов. В 1966 году в издательстве «Искусство» вышла книга Анатолия Фомина «Фотохудожник Ю. П. Ерёмин. 1881—1948». В 1970-е — 1980-е годы была опубликована серия статей в солидных профессиональных и общественно-политических изданиях. Так, в 1982 году в журнале «Советское фото» появилась новая рубрика «Мастера светописи». Первым фотографом, которому была посвящена статья в этой рубрике, стал Юрий Ерёмин.
В 1998 году в Париже Московский Дом фотографии совместно с Комитетом по культуре Правительства Москвы провёл выставку работ Юрия Ерёмина под названием «Интимное». В 2014 году Мультимедиа Арт Музей представил ретроспективу творчества фотографа москвичам. Выставка широко освещалась в прессе. Статьи ей посвятили такие издания, как газета «Известия» и еженедельник «КоммерсантЪ Weekend».
Юрий Ерёмин является второстепенным персонажем романа «Лошадиная доза», вышедшего в издательстве «Эксмо» за авторством Сергея Зверева, за которым скрывается целая группа современных российских писателей, сочиняющих детективы. Действие происходит в 1920-е годы в Москве, когда Ерёмин действительно работал в Московском уголовном розыске.

## Личность фотографа
Кандидат философских наук, научный сотрудник Государственного института искусствознания, автор нескольких книг по истории российского фотоискусства царской России и СССР в 1920-е — 1930-е годы Валерий Стигнеев называл его «самой колоритной (и в жизни, и в творчестве) личностью среди фотохудожников» своей эпохи. О семейной жизни Юрия Ерёмина известно мало. Его биографы обычно упоминают только факт женитьбы в 1909 году и большое приданое супруги, которое позволило молодому человеку совершить шесть поездок в Центральную и Западную Европу в течение последующих пяти лет.
Уже при жизни личность Юрия Ерёмина стала обрастать слухами, мифами и легендами. Его обвиняли в эстетстве, воспринимали как сибарита и эпикурейца. В его квартире, которая находилась на перекрёстке Столешникова переулка и Петровки (Ерёмин проживал по адресу Петровка, дом 11, квартира 4, телефон 3-63-21), проходили собрания художников, фотографов, артистов, скульпторов и учёных. Среди его близких друзей были физик Анатолий Млодзеевский и астроном Борис Воронцов-Вельяминов.

### Юрий Ерёмин как преподаватель
Ученики Ерёмина отмечали его метод преподавания. Лекции, которые он читал, носили проблемный характер. «Влюблённый в жизнь, восторженный Ерёмин обладал способностью зажигать своим вдохновением других», — говорили о нём. Занятия Ерёмина включали лекции, лабораторные занятия, а также поездки на натурные съёмки не только в Подмосковье, но и туристические походы в Крым, Поволжье, на Кавказ. Во время них он подробно рассказывал о каждом объекте, избранном для фотографирования. Каждый учебный год завершался творческим отчётом — выставкой фоторабот учеников мастера (он и сам представлял на них свои снимки). Через две или три недели проходило обсуждение экспонируемых фотографий, в котором принимали участие все желающие. Подобные мероприятия должны были не только закрепить дружеские отношения наставника и его учеников, но и позволяли усваивать в ненавязчивой форме те стиль, метод, композиционные приёмы и технику, которые преподавал Ерёмин.
Ерёмин обучал учеников анализировать фотографии, подчёркивал необходимость наличия у фотографа «художественной культуры», под которой понимал знание теории, истории, историографии, методологии изобразительного искусства. Автор книги о творчестве Ерёмина Анатолий Фомин бывал на некоторых занятиях фотографа и писал, что видел на них «людей, влюблённых в фотографию, людей одержимых фотоискусством, отдающих работе в кружке [в данном случае — Дома учёных] всё свободное время», и приводил слова ученика Ерёмина Захара Виноградова, приходившего «на занятия, как на праздник».